# Exostesia didomatia
Exostesia didomatia är en mossdjursart som beskrevs av Brown 1948. Exostesia didomatia ingår i släktet Exostesia och familjen Chaperiidae. Inga underarter finns listade i Catalogue of Life.